# Race of Champions 1972
La Race of Champions 1972 (VII Race of Champions) fu una gara di Formula 1 non valida per il campionato del mondo che si disputò il 19 marzo 1972 sul Circuito di Brands Hatch. Alla gara parteciparono anche vetture di Formula 5000, tanto che la gara fu valida anche come prima prova del campionato britannico di tale formula. Si posizionò nel calendario di Formula 1 dopo le due tradizionali gare d'apertura corse in Argentina a gennaio e Sud Africa il 4 marzo.
La gara venne vinta da Emerson Fittipaldi su Lotus, che precedette Mike Hailwood su Surtees. Questa fu la prima affermazione per il pilota brasiliano in una gara non valida quale prova del campionato del mondo. Fittipaldi ottenne anche il giro più veloce e  la pole.

## Classifica
| Pos | No | Pilota               | Team                    | Giri | Tempo/Ritiro      | Griglia |
| --- | -- | -------------------- | ----------------------- | ---- | ----------------- | ------- |
| 1   |    | Emerson Fittipaldi   | Lotus-Ford              | 40   | 56'40:6           | 1       |
| 2   |    | Mike Hailwood        | Surtees-Ford            | 40   | + 13.4            | 3       |
| 3   |    | Denny Hulme          | McLaren-Ford            | 40   | + 25.1            | 4       |
| 4   |    | Peter Gethin         | BRM                     | 40   | + 25.7            | 2       |
| 5   |    | Tim Schenken         | Surtees-Ford            | 40   | + 26.4            | 7       |
| 6   |    | Jean-Pierre Beltoise | BRM                     | 40   | + 26.8            | 9       |
| 7   |    | Howden Ganley        | BRM                     | 40   | + 34.1            | 6       |
| 8   |    | Peter Revson         | McLaren-Ford            | 40   | + 53.2            | 5       |
| 9   |    | Dave Walker          | Lotus-Ford              | 40   | + 1:24.2          | 10      |
| 10  |    | Alan Rollinson       | Lola-Chevrolet †        | 39   | + 1 Giro          | 16      |
| 11  |    | Rolf Stommelen       | Eifelland March-Ford    | 39   | + 1 Giro          | 12      |
| 12  |    | Ronnie Peterson      | Lotus-Ford              | 39   | + 1 Giro          | 8       |
| 13  |    | Teddy Pilette        | McLaren-Chevrolet †     | 38   | + 2 Giri          | 19      |
| 14  |    | Ray Allen            | McLaren-Chevrolet †     | 37   | + 3 Giri          | 18      |
| Ret |    | Brian Redman         | McLaren-Chevrolet †     | 35   | Incidente         | 15      |
| Ret |    | Gijs van Lennep      | Surtees-Chevrolet †     | 18   | Sospensione       | 14      |
| Ret |    | Mike Beuttler        | March-Ford              | 3    | Pompa dell'olio   | 11      |
| DSQ |    | Graham McRae         | Leda Modran-Chevrolet † | 0    | Squalificato      | 13      |
| WD  |    | Keith Holland        | McLaren-Chevrolet †     | 0    | Ritiro volontario | 17      |